# Big Ben Bolt
Big Ben Bolt è una serie a fumetti pubblicata negli Stati Uniti d'America dal 1950 al 1978, scritta da Elliot Caplin e disegnata da John Cullen Murphy. Ha vinto nel 1971 il premio come "Best Story Strip" assegnato dalla National Cartoonists Society.

## Storia editoriale
La serie a strisce giornaliere, distribuita negli U.S.A. da King Features Syndicate,  esordì il 20 febbraio 1950 sceneggiate da Elliot Caplin e disegnate da John Cullen Murphy; dal 25 maggio 1952 esordirono anche le tavole settimanali; dal 1963 il disegnatore Murphy si fa spesso sostituire da Al Williamson e Angelo Torres fino a che, nel 1971, abbandona definitivamente la serie per dedicarsi a quella del Principe Valiant e viene sostituito da Carlos Garzón prima e poi da Joe Kubert, al quale seguono Gray Morrow e infine Neal Adams, che porterà a conclusione la serie disegnando le ultime strisce fino al 15 aprile 1978. La serie venne pubblicata anche in Italia su varie testate negli anni sessanta e settanta come Big-Ben (Astorina, 1961), Eureka (Corno, 1969); Sorry (Persona, 1973).

## Trama
Il protagonista, Ben Bolt, noto come Big Ben Bolt, è un campione di pugilato che vince e perde il titolo di campione mondiale dei pesi massimi più volte; vive a Boston con gli zii. Il suo manager, Spider Haines, gestisce la sua attività sportiva. Tra un incontro e un altro si ritrova ad aiutare chi è in difficoltà come donne indifese, ragazzi sulla cattiva strada o uomini in qualche guaio, sempre pronto a menar le mani. A seguito di una seria ferita a un occhio si allontana dall'attività agonistica ma continua a vivere avventure fino a quando non finirà ucciso da un sicario mentre pronuncia il suo discorso di accettazione del premio Nobel.